# San Teodoro (Sardynia)
San Teodoro – miejscowość i gmina we Włoszech, w regionie Sardynia, w prowincji Sassari.
Według danych na rok 2019 gminę zamieszkiwały 4978 osoby, 46os./km². Graniczy z Budoni, Loiri Porto San Paolo, Padru i Torpè.